# Sách ma
The Babadook (tựa Việt: Sách ma) là phim điện ảnh kinh dị do Úc phát hành vào năm 2014. Phim này đã được sản xuất bởi hãng Causeway Films và do Jennifer Kent đạo diễn và viết kịch bản. Nó đã được trình chiếu tại Ngày hội phim Sundance  vào năm 2014 và đã nhận được sự tán dương từ phía chuyên môn.

## Nội dung phim
6 năm sau tai nạn thương tâm đã giết chết chồng cô, Amelia đã phải vật lộn để chấn chỉnh cho đứa con trai 6 tuổi kì lạ của cô, Samuel. Khi Samuel luôn mơ về một con quỷ mà em tin rằng sẽ tìm đến và giết chết cả hai mẹ con em. Khi một quyển truyện tên là Mister Babadook đã đột nhiên xuất hiện tại nhà của họ, Samuel đã bị thuyết phục rằng tên Babadook đó chính là sinh vật mà em luôn mơ tới.

## Dàn diễn viên
- Essie Davis trong vai Amelia
- Noah Wieseman trong vai Samuel
- Daniel Henshall trong vai Robbie
- Hayley McElhinney Claire
- Barbara West trong vai Mrs. Roach
- Benjamin Winspear trong vai Oskar
- Cathy Adamek trong vai Prue
- Craig Behenna trong vai Warren
- Adam Morgan trong vai Sergeant
- Peta Shannon trong vai Mother thứ 2

## Tiếp nhận
Dựa trên 21 bản đánh giá được thu thập bởi Rotten Tomatoes, đã nhận được trọn vẹn 100% đánh giá tích cực từ phía các nhà phê bình. Dan Schindel từ Movie Mezzanine đã cho rằng "The Babadook là bộ phim có loài sinh vật hư cấu xuất sắc nhất kể từ loài chó sói ngoài hành tinh từ Attack the Block."

## Phát hành
Bộ phim đã được chọn công chiếu vào tháng 4 năm 2014 tại Ngày hội phim Stanley.